# Neobuxbamia
Neobuxbaumia este un gen cu 9 specii de cactus cu formă de columnă  naturali din Mexic.

## Specii
- Neobuxbaumia euphorbioides
- Neobuxbaumia mezcalaensis
- Neobuxbaumia polylopha

etc.

## Sinonime
- Pseudomitrocereus Bravo & Buxb.
- Rooksbya Backeb.